# 2013 GG138
2013 GG138 est un transneptunien de magnitude absolue 6,6 faisant partie des cubewanos. 
Son diamètre est estimé à environ 200 km.